# Den grekiska antikens musik
Den grekiska antikens musik, den grekiska musiken under antiken, utgick från en särskilt utvecklad oktav. Med oktaven följde en rad teoretiska problem, men även musikaliska möjligheter. Trots att de sparsamma noterna inte kunnat tydas förrän på senare tid har den fungerat som inspiration för senare musik, främst klassisk musik.
Polyfonin var ännu inte utvecklad under antiken, och instrumentens funktion var bland annat att pryda och sammanbinda melodin tonalt.

## Beskrivning

### Översikt
Grekerna ansåg att musiken var gudomlig, och kallade den musernas konst. Den hade hos orfiker och pytagoreer en magisk funktion för rening och läkedom, som katarsis. Det förekom ofta musiktävlingar, varav de pytiska spelen var de största, men förekom även i Sparta. 676 f. Kr. vann kitharoden Terpander från Lesbos tävlingen i Sparta. En vanlig genre var nomoi, en blandform av poesi och kitharamusik för åkallan av gudar som blev en föregångare till sonaten. Senare blev instrumentalmusik vanligare. En framstående instrumentalist var Sakadas som 586 f. Kr. vann tävlingen i Sparta med aulosmusik; aulos var en slags skalmeja. Sakadas försökte mimetiskt åskådliggöra Apollons kamp med en drake musikaliskt.
Det grekiska dramat hade många musikaliska inslag, och kan härledas till dityramben. Dramat bestod av solosång och körpartier, de senare kombinerades med dans.  När Platon fördömde tragedin, blev instrumentalmusiken vanligare än vokalmusiken. Som en direkt följd av Platons åsikt, förföll musiken åtminstone enligt de samtida filosoferna, men gav även en fruktbar estetisk diskussion.

### Fyrtonsgrupper och tonsläkten
Harmoniken var en melodilära, som byggde på en skalteori om fyrtonsgrupper.
- Dorisk grupp (a g f e)
- Frygisk grupp (a g fiss e)
- Lydisk grupp (a giss fiss e)

Därtill fanns tre "tonsläkten":
- Diatonisk (a g f e)
- Kromatisk (a fiss f e)
- Enharmonisk (a f f < e)

### Musikteoretiker och notskrift
De främsta musikteoretikerna var Pythagoras, Aristoxenos från Tarent och Klaudios Ptolemaios. Aristoxenos och Pythagoras har två olika förhållningssätt; den senare fokuserade på akustik och gav upphov till så kallad pythagoreisk stämning, och den förre psykologi. Ptolemaios sammanställde ett kompendium över samtida musikteori, men det är i mycket tack vare romarna som arvet bevarats, dels genom att de tog upp musiken, dels genom att de tecknade ner den.
Vad beträffar notskriften använde instrumentalmusiken och vokalmusiken olika bokstavsskrifter. Det är inte särskilt mycket musik bevarad, och fragmenten har först kunnat dechiffereras under senare år. Trots detta har föreställningarna om hur den antika musiken låtit varit en stor och fruktgivande källa för utvecklingen av den europeiska musiken.